# Rosa Brines i Sirerol
Rosa Brines (Simat de la Valldigna, La Safor, 1965) és una periodista i presentadora de televisió valenciana.

## Biografia
Va ser un dels primers rostres de Canal Nou, on va presentar durant anys l'informatiu Notícies 9. El 1997, després de l'arribada del PP a la Generalitat Valenciana, i a la direcció de TVV, va ser destinada al segon canal de l'ens públic (llavors Punt 2). Aquí va presentar i coordinar el programa Solidaris, dedicat al món del voluntariat i les ONG, primer espai d'aquestes característiques a l'Estat espanyol i que ha rebut nombrosos premis (UNICEF, Conselleria de Benestar Social, Rotary Club, Creu Roja o el premi CREFAT.
Ha realitzat col·laboracions per a la ràdio i la prensa. És autora del llibre d'entrevistes Públicas confesiones (1996), i d'un capítol del llibre Medios periodísticos, cooperación y acción humanitaria: relaciones imposibles? d'Eloísa Nos Aldás (2002). Abans del tancament de RTVV el novembre de 2013, ja havía fet la seua primera incursió en la direcció de documentals històrics, amb Mauthausen-Gusen: La memòria (2009). És membre de la Reial Societat Econòmica d'Amics del País de València.

## Obres
A partir de 2013 es dedica ja de ple als documentals històrics i de memòria democràtica, especialment destinats a l'àmbit educatiu. Va dirigir i guionitzar els documentals Operació Stanbrook. Viatge a l'exili algerià, 75 anys després  (2014), La Mirada de Siegfried(2016) i Fills del Silenci (2017).
Des del 2019 realitza habitualment entrevistes de memòria històrica dins del projecte La nostra memòria, de la Diputació de Valencia i darrerament ha dirigit i guionitzat La amarga derrota de la República (2020). i Els àngels caiguts, el 2021. El Paranimf de la Laboral de Gijón, en un programa integrat al Festival Internacional de Cine de Gijón, ha dedicat un especial a aquestes dues obres.
En 2022 va realitzar la producció executiva del documental Cartes robades. Els papers de Manises per a l'Ajuntament de Manises en col·laboració amb la Fundación Movimiento Ciudadano. També va dirigir i guionitzar L'últim tren de Bouarfa sobre l'exili republicà al nord d'Àfrica, una documental que va formar part de l'exposició de l'Acadèmia Valenciana de la Llengua (AVL), Escriptors valencians de l'exili. És autora tanmateix del capítol El nord d'Àfrica: els altres exiliats de l'obra La pàtria llunyana (2024), una publicació nascuda arran de la citada exposició. En 2023 va dirigir i guionitzar El arte de conservar la memoria per a la Diputació de València en el marc de l'exposició de L'ETNO, Las fosas del franquismo. El 2024 ha coordinat i comissariat l'exposició itinerant Contra Hitler. La huella valenciana en la Segunda Guerra Mundial, per a la Federació Valenciana de Municipis i Províncies.